# Verticordia roei
Verticordia roei är en myrtenväxtart som beskrevs av Stephan Ladislaus Endlicher. Verticordia roei ingår i släktet Verticordia och familjen myrtenväxter.

## Underarter
Arten delas in i följande underarter:
- V. r. meiogona
- V. r. roei